# Принцеса Али (филм, 1895)
„Принцеса Али“ (на английски: Princess Ali) е американски късометражен ням филм на режисьора Уилям Хейс с участието на Принцеса Али, заснет на 9 май 1895 година в лабораториите на Томас Едисън в Ню Джърси.

## Сюжет
Действащата актриса от цирка „Барнъм и Бейли“, Принцеса Али изпълнява пред камерата традиционен египетски танц. На заден план се виждат трима музиканти, които и акомпанират. Първият свири на тамбура, вторият на флейта, а третият, който едва се, вижда пляска с ръце. На преден план Принцеса Али, облечена в традиционна североафриканска носия и държаща шалчета в двете си ръце, танцува. След като се завърта леко, тя поставя шалчетата върху раменете си, поглежда към камерата и започва да се полюшва вълнообразно. После ритмично отново се завърта.

## В ролите
- Принцеса Али[3]